# کاکل‌فری بی‌تاج
کاکل‌فری بی‌تاج (نام علمی: Mitu tomentosum) نام یک گونه از زیرخانواده کاکل‌فریان است.